# Mala palača Cipiko u Trogiru
Mala palača Cipiko nalazi se u Trogiru, na adresi Gradska ulica 35.

## Opis
Mala palača Cipiko, smještena u povijesnoj jezgri Trogira, nastala je pripajanjem niza romaničkih kuća u 15. st. Sačuvano je dvorište i zahvati na pročelju na kojem su ugrađene dvije kasnogotičke trifore izrađene u maniri trogirskih majstora Gojkovića, Groata i Račića, od kojih je samo jedna izvorna. Dvorište je u renesansi pregrađeno galerijama na konzolama s kamenim parapetima dekoriranim plitkim reljefima. Nad ulaznim stubištem je glavni portal, djelo Nikole Firentinca uz koje se nalazi portret ovjenčanog humaniste u profilu, vjerojatno Koriolana Velikog. Palača je kasnije izmijenjena brojnim sitnim pregradnjama, a obnovljena je 70-ih godina 20. stoljeća.

## Zaštita
Pod oznakom Z-4318 zaveden je kao nepokretno kulturno dobro - pojedinačno, pravna statusa zaštićena kulturnog dobra, klasificirano kao "stambene građevine".